# Francisco Ridaura Vera
Francisco Ridaura Vera (Albaida, 1912 -11 d'abril de 2004) va ser un pintor i artista plàstic valencià.

## Biografia
Ridaura va nàixer a Albaida, fill d'encarregat d'una fàbrica tèxtil i de mestressa de casa, va ser el benjamí de sis germans. S'inicia en la pintura a l'adolescència, quan aprèn dibuix de les germanes Llinàs, i acudeix a classes de Josep Segrelles. L'any 1930 ingressa a l'Escola Superior de Belles Arts de València, i va obtindre la titulació de professor de dibuix i gravat.
Després de la Guerra Civil espanyola, imparteix classes en diversos centres d'ensenyament del País Valencià, la Regió de Múrcia i les Illes Canàries, fins a la jubilació a l'any 1982.

## Carrera artística
Ridaura va emmarcar-se en l'impressionisme. En el seu estil pictòric va destacar la fixació per representar els paratges i els paisatges naturals i urbans d'Albaida, bellament il·luminats, i amb predilecció per la gamma de colors rosats.
L'obra de Ridaura va participar en exposicions individuals i col·lectives des de la dècada dels 40. Els seus quadres es van mostrar a València, Ontinyent, Xàtiva, Granada, Múrcia o Madrid.
L'any 1985 inaugura a Albaida una sala d'art, que actualment allotja l'exposició permanent de la seua obra.